# 毛德皇后地

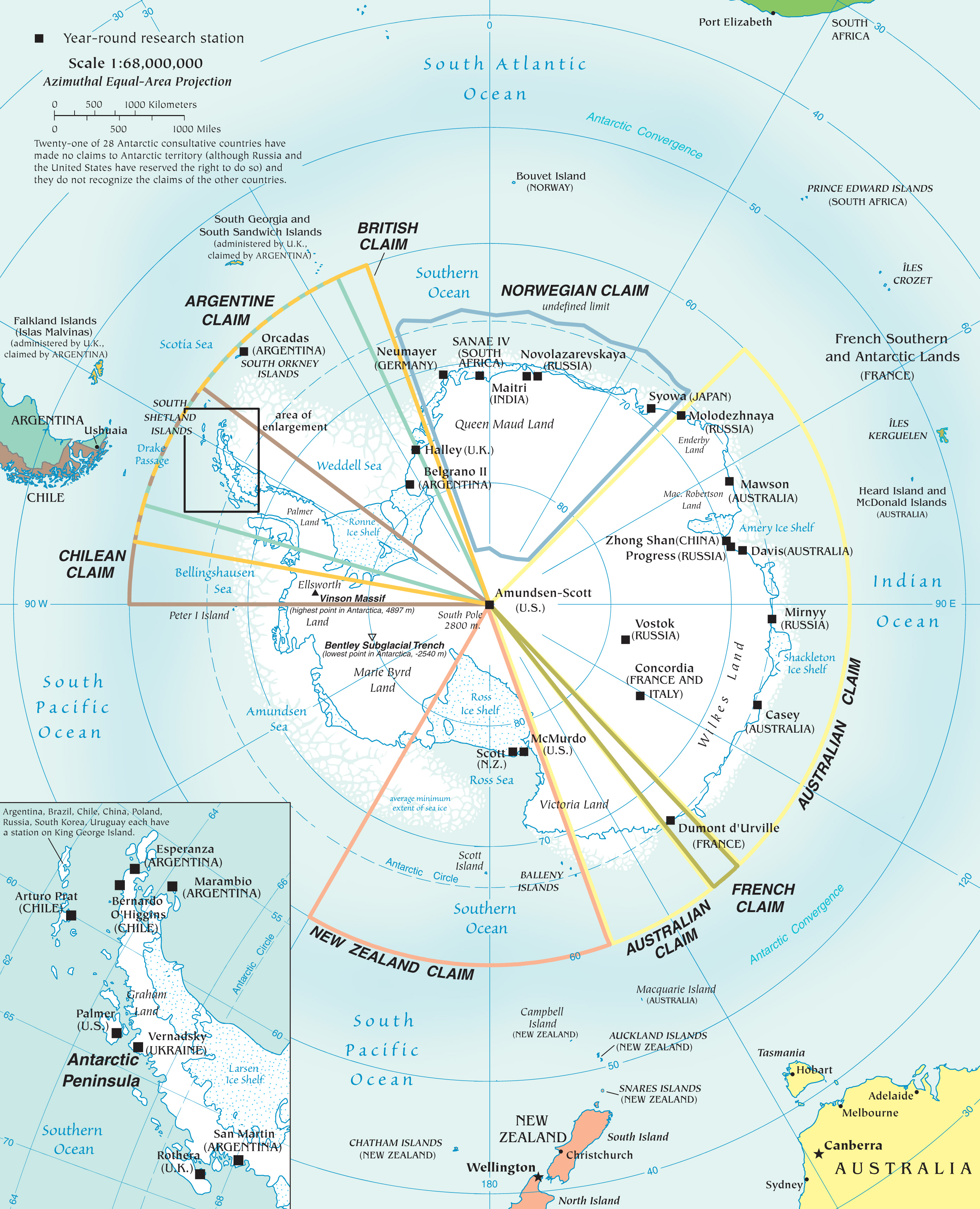
主权国家声称的南极领地

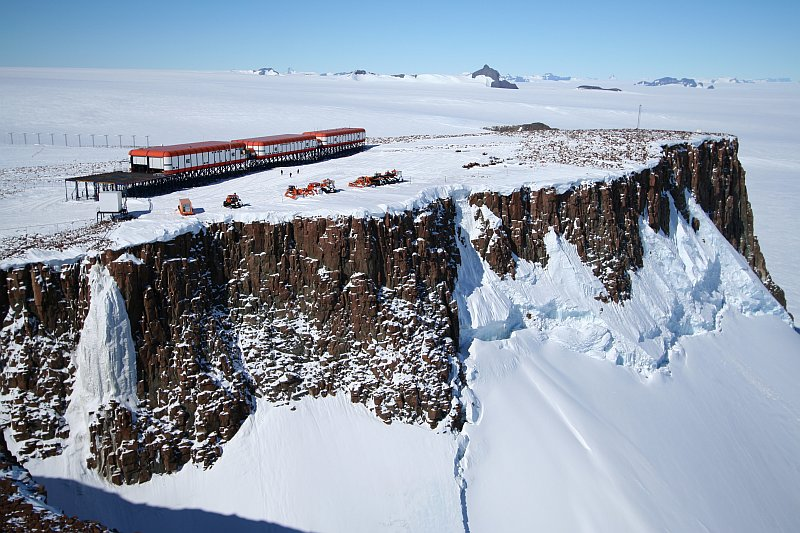
毛德皇后SANAE IV研究站

毛德皇后地（挪威語：Dronning Maud Land），南极洲大陆东部一区域，位于西經20度至東經45度之间，面积约为250万平方公里，挪威于1938年1月14日对其提出主权要求，但根据南极条约体系被冻结。挪威探险家罗阿尔·阿蒙森以挪威莫德王后（英王爱德华七世幼女）为其命名。第二次世界大战期间，納粹德國对东经20度至西经10度的南极大陆新斯瓦比亚，并曾入侵毛德皇后地，扣留了挪威在当地的研究人员。